# Isoxya
Isoxya is een geslacht van spinnen uit de  familie van de wielwebspinnen (Araneidae).

## Soorten
- Isoxya basilewskyi Benoit & Emerit, 1975
- Isoxya cicatricosa (C. L. Koch, 1844)
- Isoxya cowani (Butler, 1882)
- Isoxya mahafalensis Emerit, 1974
- Isoxya milloti Emerit, 1974
- Isoxya mossamedensis Benoit, 1962
- Isoxya mucronata (Walckenaer, 1841)
- Isoxya nigromutica (Caporiacco, 1939)
- Isoxya penizoides Simon, 1887
- Isoxya reuteri (Lenz, 1886)
- Isoxya semiflava Simon, 1887
- Isoxya somalica (Caporiacco, 1940)
- Isoxya stuhlmanni (Bösenberg & Lenz, 1895)
- Isoxya tabulata (Thorell, 1859)
- Isoxya testudinaria (Simon, 1901)
- Isoxya yatesi Emerit, 1973